# Leucoloma taylorii
Leucoloma taylorii là một loài Rêu trong họ Dicranaceae. Loài này được (Schwägr.) Mitt. mô tả khoa học đầu tiên năm 1856.